# Desa Singamerta (administrativ by i Indonesien, Banten)
Desa Singamerta är en administrativ by i Indonesien.   Den ligger i provinsen Banten, i den västra delen av landet, 70 km väster om huvudstaden Jakarta.